# Lis Darré
Le Lis Darré est un cours d'eau qui traverse les départements des Pyrénées-Atlantiques et des Hautes-Pyrénées, en régions Nouvelle-Aquitaine et Occitanie, et un affluent du Lis, donc un sous-affluent de l'Adour par l'Échez.

## Géographie
Elle prend sa source dans le bois de Pouey sur la commune de Ger, où une retenue d'eau est aménagée, et se jette dans le Lis à Montaner.

### Communes et départements traversés
Le Lis Darré traverse cinq communes :
- Pyrénées-Atlantiques :
  - Ger, Montaner, Ponson-Debat-Pouts, Ponson-Dessus

- Hautes-Pyrénées :
  - Oroix

## Affluents
- (D) L'Ombré ou le Lombré, 6.9 km :
  - (G) Arriou de Tustor, 4,1 km sur la seule commune de Ger.